# Deilson Da Silva
Elias Da Silva Deílson, oder kurz nur Deílson, (* 14. Oktober 1983 in Morada Nova de Minas) ist ein ehemaliger brasilianischer Fußballspieler.

## Karriere
Deílson startete in der Jugend des brasilianischen Zweitligisten Guarani FC, wo unter anderen auch Aílton spielte. Anschließend wechselte er in den Nachwuchs von Sporting Braga nach Portugal. Von 2002 bis 2003 war er für die Reservemannschaft des FC Porto aktiv. Zwei Jahre später folgte der Wechsel nach Mazedonien, wo er für Vardar Skopje, FK Pobeda Prilep und FK Teteks Tetovo auf dem Feld stand. Zwischenzeitlich war er 2007 noch an União Recreativa dos Trabalhadores (kurz: URT) verliehen. Dann ging er 2010 zurück in seine Heimat und spielte noch bis 2011 für Campinense Clube und den Tupi FC.

## Erfolge
- Mazedonischer Pokalsieger: 2007, 2010